# رائول لاندینی
رائول لاندینی (اسپانیایی: Raúl Landini‎; ۱۴ ژوئیهٔ ۱۹۰۹ – ۲۹ سپتامبر ۱۹۸۸) بوکسور اهل آرژانتین بود.